# 內布爾霍恩 (加利福尼亞州)
內貝爾霍恩（英語：Nebelhorn）是位於美國加利福尼亞州埃爾多拉多縣的一個非建制地區。該地的面積和人口皆未知。

## 地理
內貝爾霍恩的座標為38°48′41″N 120°02′04″W / 38.81139°N 120.03444°W，而該地的平均海拔高度為2256米（即7401英尺）。